# Ralph Hasenhüttl
Ralph Hasenhüttl (* 9. August 1967 in Graz) ist ein österreichischer Fußballtrainer und ehemaliger -spieler. Während seiner aktiven Laufbahn spielte der 1,91 m große Stürmer in acht Partien für die österreichische Nationalmannschaft. Zuletzt war er bis Mai 2025 Cheftrainer beim deutschen Bundesligisten VfL Wolfsburg.

## Spielerlaufbahn

### Im Verein
Ralph Hasenhüttl begann seine professionelle Karriere im Fußball 1985 beim Grazer AK. 1989 wechselte er zum FK Austria Wien, mit dem er dreimal in Folge Österreichischer Meister wurde. 1994 wurde er vom SV Austria Salzburg verpflichtet. Ein Jahr später gewann er mit der Mannschaft die Meisterschaft.
Ab 1996 war er für zwei Jahre in Belgien aktiv, jeweils ein Jahr beim KV Mechelen und ein Jahr bei Lierse SK. Zur Saison 1998/99 wechselte der Stürmer zum deutschen Zweitligisten 1. FC Köln. Mit dem FC stieg er im Jahre 2000 in die Bundesliga auf. Im gleichen Jahr wechselte er zum Zweitligisten SpVgg Greuther Fürth. Hier blieb er zwei Jahre und erzielte in 52 Spielen 13 Tore.
Zwischen 2002 und 2004 spielte er für die Amateure des FC Bayern München in der Regionalliga Süd, bei denen er auch seine Karriere beendete.

### Nationalmannschaft
Hasenhüttl absolvierte als Einwechselspieler sein Debüt für die österreichische Nationalmannschaft am 15. Mai 1988 in einem Freundschaftsspiel gegen Ungarn und erzielte zehn Minuten nach seiner Einwechslung seinen ersten Länderspieltreffer. Insgesamt absolvierte er zwischen 1988 und 1994 acht Spiele für die Nationalmannschaft und erzielte dabei drei Tore.

## Trainerlaufbahn

### SpVgg Unterhaching
Von 2004 bis 2005 betreute Hasenhüttl die A2-Junioren der SpVgg Unterhaching. Nach der Entlassung von Harry Deutinger im März 2007 war er bis zur Verpflichtung von Werner Lorant als Trainer der ersten Mannschaft tätig und arbeitete danach als Co-Trainer unter Lorant. Nach dessen Rücktritt wurde Hasenhüttl am 4. Oktober 2007 zum neuen Cheftrainer ernannt. Mit der Mannschaft beendete er die Saison auf dem sechsten Tabellenplatz. In der folgenden Saison 2008/09 belegte die Mannschaft in der neu gegründeten 3. Liga unter seiner Führung den vierten Tabellenplatz mit lediglich einem Punkt Rückstand auf den Relegationsplatz und zwei Punkten Rückstand auf die Aufstiegsränge. In der neuen Saison stand die Mannschaft nach 24 absolvierten Partien mit 31 Punkten auf dem zehnten Tabellenplatz; Hasenhüttl wurde am 22. Februar 2010 als Cheftrainer bei der Spielvereinigung freigestellt.

### VfR Aalen

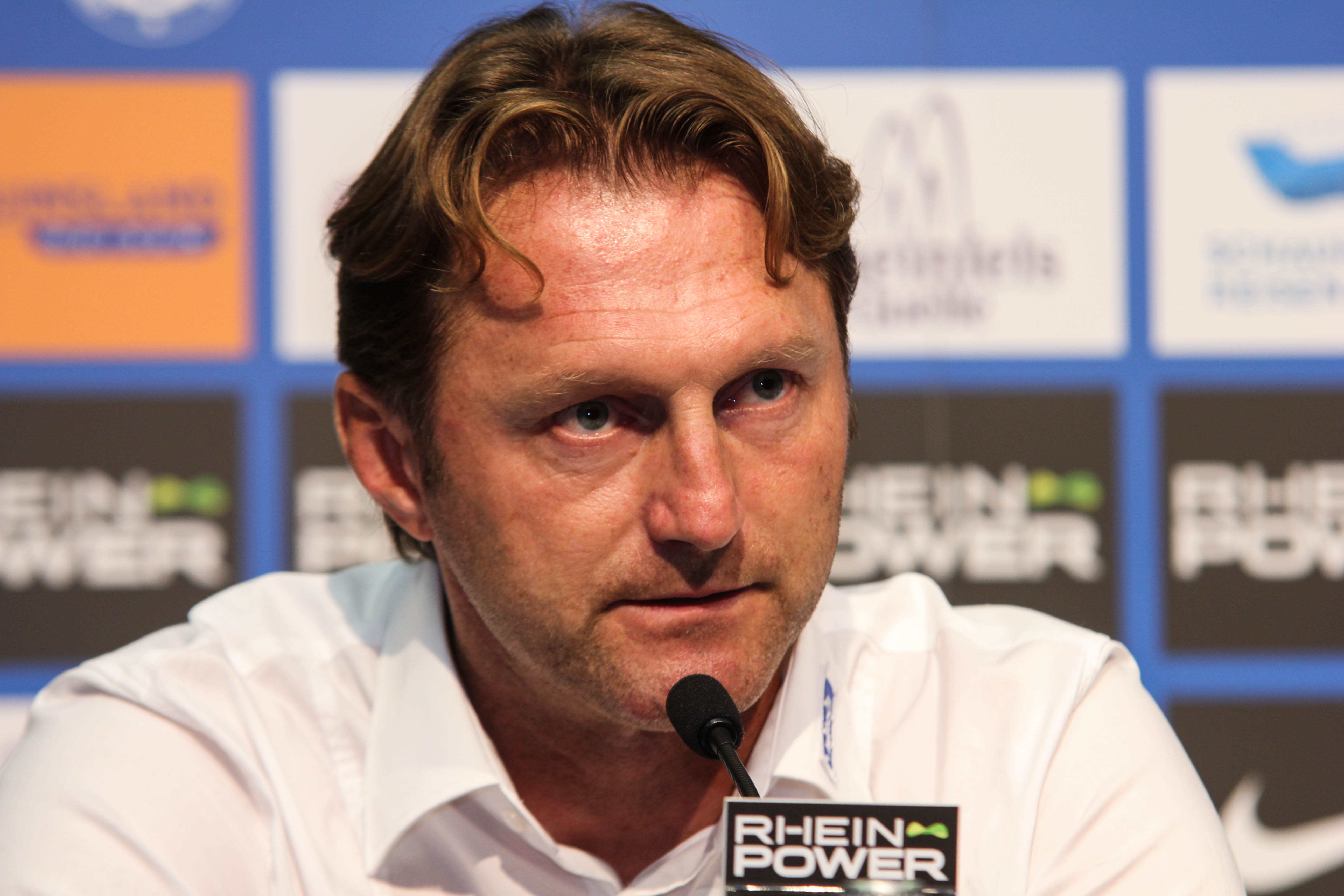
Ralph Hasenhüttl (2012)

Am 2. Jänner 2011 wurde Hasenhüttl beim Drittligisten VfR Aalen Nachfolger von Rainer Scharinger. Zu diesem Zeitpunkt stand der Verein – mit nur einem Punkt Abstand auf die Abstiegsplätze –auf dem 16. Platz. Nach Ablauf der Rückrunde belegte Hasenhüttl mit dem Verein ebenfalls den 16. Tabellenplatz; durch das Erreichen des Klassenerhalts verlängerte sich seine Vertragslaufzeit um ein Jahr. Zur folgenden Saison wurde der Kader mit insgesamt 14 Abgängen und acht Neuzugängen verkleinert und um den verbleibenden Kern der Mannschaft herum nach seinen Vorstellungen umgestaltet; als Saisonziel wurde ein Platz im Mittelfeld der Tabelle ausgegeben. Tatsächlich erreichte die Mannschaft nach einem zunächst eher schwachen Saisonstart zur Winterpause in einer relativ ausgeglichenen Liga den sechsten Tabellenplatz mit lediglich einem Punkt Rückstand auf den Relegationsrang. Dieser Trend konnte in der Rückrunde unter anderem in Form einer Serie von acht Siegen in Folge fortgesetzt werden, sodass Hasenhüttl, dessen Vertrag bereits im November 2011 vorzeitig um zwei Jahre verlängert worden war, mit der Mannschaft am Saisonende den zweiten Tabellenplatz belegte und damit den direkten Aufstieg in die 2. Bundesliga erreichte.
Statt wie in der Aufstiegssaison vornehmlich ein 4-4-2-System, pflegte Hasenhüttl in der neuen Saison mit dem VfR hauptsächlich ein auf schnelles Umschalt- und Konterspiel abgestimmtes 4-5-1-System, mit dem die Mannschaft die Saison erfolgreich bestritt: Man erreichte zur Winterpause den fünften Tabellenplatz. Wegen einiger glückloser Spiele nach der Winterpause standen die Aalener am Saisonende, nach wie vor als bester Aufsteiger, auf dem neunten Tabellenplatz.
Nach zweieinhalb Jahren in Aalen bat Hasenhüttl im Juni 2013 – nach Unstimmigkeiten mit Sportdirektor Markus Schupp und nachdem sich der Verein für die neue Saison einen Sparkurs auferlegt hatte – um die vorzeitige Auflösung seines Vertrages.

### FC Ingolstadt 04
Am 7. Oktober 2013 wurde Hasenhüttl als Cheftrainer des damaligen Zweitligisten FC Ingolstadt 04 vorgestellt, nachdem Marco Kurz wegen Erfolglosigkeit entlassen worden war. Hasenhüttl übernahm die Ingolstädter von seinem Vorgänger als Tabellenschlusslicht mit sieben Niederlagen in neun Runden und führte die Mannschaft auf den zehnten Platz in der Endabrechnung. Der Vertrag des Trainers wurde von den Ingolstädtern bis 2016 verlängert. Am Ende der Saison 2014/15 stieg Hasenhüttl mit dem FC Ingolstadt 04 erstmals in die Fußball-Bundesliga auf und gewann außerdem die Meisterschaft in der 2. Bundesliga.
Eine Verlängerung seiner Vertragslaufzeit über 2017 hinaus lehnte er im April 2016 ab.

### RB Leipzig
Ab der Saison 2016/17 war Hasenhüttl Cheftrainer bei RB Leipzig. Nach 13 Spieltagen stand die von ihm trainierte Mannschaft ungeschlagen auf Platz eins. Am 14. Spieltag verlor RB Leipzig erstmals ein Spiel in der Bundesliga gegen Hasenhüttls früheren Verein FC Ingolstadt. RB Leipzig erreichte am Ende der Saison 2016/17 den zweiten Rang in der Bundesliga und qualifizierte sich damit erstmals in der Vereinsgeschichte für die UEFA Champions League.
In der Champions-League-Saison 2017/2018 belegte Hasenhüttl mit RB Leipzig den dritten Platz in der Gruppenphase hinter Beşiktaş Istanbul und dem FC Porto. Der dritte Platz berechtigte zur Teilnahme an der UEFA Europa League, wo Leipzig mit Siegen gegen den SSC Neapel und Zenit St. Petersburg erst im Viertelfinale an Olympique Marseille scheiterte. Am Ende der Saison 2017/18 kam der RB Leipzig Hasenhüttls Bitte um eine vorzeitige Vertragsauflösung nach.

### FC Southampton
Am 6. Dezember 2018 übernahm Hasenhüttl die nach 15 Spieltagen mit neun Punkten auf dem 18. Tabellenplatz stehende Premier-League-Mannschaft des FC Southampton als Nachfolger des Interimstrainers Kelvin Davis, der das Team nach der Entlassung von Mark Hughes für ein Spiel übernommen hatte. Er unterschrieb einen Vertrag bis zum 30. Juni 2021 und wurde zum ersten österreichischen Cheftrainer der Liga. Die Mannschaft belegte in der Saison 2018/19 Platz 16, fünf Punkte vor einem Abstiegsplatz gelegen. In den 23 Spielen unter ihm hatten die Saints 30 Punkte gemacht (Schnitt: 1,30).
Im Oktober 2019 verlor sein Team zu Hause gegen Leicester City 0:9, was die höchste Heimniederlage aller Zeiten für ein Premier-League-Team bedeutete. Anfang November befand sich der Club in der Abstiegszone, konnte sich danach jedoch aufraffen und beendete das Jahr mit sieben Spielen in Folge ungeschlagen. Der Club erreichte mit 52 Punkten den 11. Platz, was der Höchstwert seit der Saison 2015/16 war (Punkteschnitt von 1,37). Für seine Leistung wurde Ralph Hasenhüttl als Manager des Monats Juli 2020 gekürt. In der aufgrund der COVID-19-Pandemie angeordneten Saisonpause wurde Hasenhüttls Vertrag Anfang Juni 2020 bis zum Jahr 2024 verlängert; Southampton befand sich zu diesem Zeitpunkt sieben Punkte vor der Abstiegszone.
In die Saison 2020/21 startete Southampton erfolgreich. Kurzfristig stand der Klub im Herbst sogar an der Tabellenspitze, was Hasenhüttls Arbeit große Anerkennung einbrachte. Am Ende der Saison belegen die Saints Platz 15 mit einem Schnitt von 1,13 Punkten. Wieder setzte es mit einem 0:9 gegen Manchester United ein schlimmes Debakel.
2021/22 belegte Southampton mit 40 Punkten nochmals Platz 15, allerdings nur mit einem Punkteschnitt von 1,05. Nach einem guten Start wurden zehn der letzten 13 Saisonspiele verloren, nur eines gewonnen. Der Verein reagierte darauf mit einem Umbau im Betreuerstab und investierte im Sommer mehr als 50 Millionen Euro für neue Spieler, vorwiegend junge Akteure.
Nach einem 1:4 zu Beginn der Saison 2022/23 gegen Tottenham Hotspur gab es Vorwürfe von Spielern, der Trainer spreche zu wenig mit ihnen und lasse zu defensiv spielen. Am 7. November 2022 wurde Hasenhüttl nach einem schlechten Saisonstart entlassen. Der Verein befand sich zu diesem Zeitpunkt bereits auf einem Abstiegsrang, und stieg nach einem weiteren Trainerwechsel auch ab.

### VfL Wolfsburg
Während der Länderspielpause im März 2024 kehrte Hasenhüttl in die Bundesliga zurück und übernahm den VfL Wolfsburg als Nachfolger von Niko Kovač. Der VfL stand nach dem 26. Spieltag der Saison 2023/24 mit 25 Punkten auf dem 14. Platz und hatte sechs Punkte Vorsprung auf den Relegationsplatz und sieben Punkte Vorsprung auf einen Abstiegsplatz. Die Wolfsburger schlossen die Spielzeit schließlich mit 37 Punkten auf dem 12. Platz ab.
Die Hinrunde der Saison 2024/25 beendete man auf dem 7. Platz mit drei Punkten Rückstand auf einen Champions-League-Platz. In der Rückrunde konnte die Mannschaft allerdings nicht an die Leistungen anknüpfen und fiel in das Tabellenmittelfeld zurück. Nach acht sieglosen Spielen in Folge, darunter sechs Niederlagen, trennte sich der Verein Anfang Mai 2025 zwei Spieltage vor dem Saisonende von Hasenhüttl. Zu diesem Zeitpunkt belegten die Wölfe mit 12 Punkten (zwei Siege, sechs Unentschieden, sieben Niederlagen) den 16. Platz der Rückrundentabelle, was nur noch Platz 12 in der Gesamttabelle bedeutete.

## Erfolge

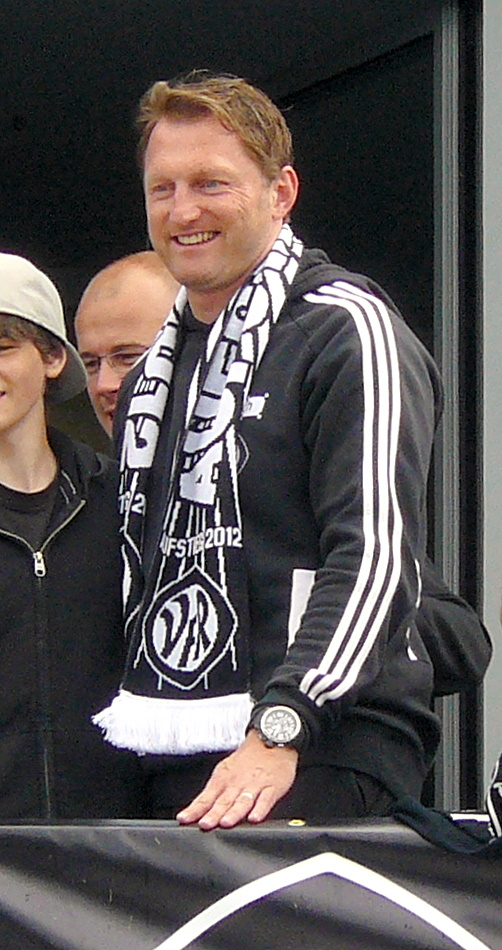
Hasenhüttl bei der Aufstiegsfeier des VfR Aalen (2012)

### Als Spieler
- Österreichischer Meister (4): 1991, 1992, 1993 (alle FK Austria Wien), 1995 (SV Austria Salzburg)
- Österreichischer Pokalsieger (3): 1990, 1992, 1994 (alle FK Austria Wien)
- Deutscher Zweitligameister und Aufstieg in die Bundesliga: 2000 (1. FC Köln)

### Als Trainer
- Deutscher Zweitligameister und Aufstieg in die Bundesliga: 2015 (FC Ingolstadt 04)
- Aufstieg in die 2. Bundesliga: 2012 (VfR Aalen)

## Privates
Hasenhüttl ist verheiratet. Sein Sohn Patrick war ebenfalls Profi-Fußballspieler und ist sein heutiger Co-Trainer.